# 亞醜
亞醜，古代部族，約生活於商代中期至西周初期，主要活動地區為今天中國山東一帶，屬於東夷，與商王族間關係緊密。學者認為春秋時代的薄姑為其後裔。

## 概論
在山東益都蘇埠屯遺址發掘出大量商代銅器，在其上常會刻上「亞醜」二字銘文。在商代晚期，標記「亞醜」銘文的銅器，製作極為精美，顯示了高度的技術與文明。學者推測，這是一種族徽，代表了古代的一個部族，在商代晚期極為強盛。
亞醜與商族關係密切，使用同樣的文字。從亞醜杞婦卣，可知他們與杞國有通婚關係。此外，亞醜的族長與者氏也是姻親，者氏可能即是春秋時代的諸氏，位於諸邑（今山東省諸城縣）。在西周初期，在周成王時，周族東征之中，亞醜被滅，消失在歷史上。
學者殷之彝認為，商代銅器上記載的亞醜族，即是指薄姑。